# Erysipelothrix rhusiopathiae
Erysipelothrix rhusiopathiae és un bacteri grampositiu, catalasa-negatiu, amb forma de bacil, que no forma espores i sense motilitat. L'organisme va ser primerament considerat com a patogen humà en la darreria del segle xix. Pot ser aïllat del sòl, restes alimentàries i aigües prèviament infectades per animals. Pot sobreviure en el sòl durant diverses setmanes. Fermenta els hidrats de carboni, generant àcid sulfhídric. A la femta de porc, el període de supervivència d'aquestes bacteris va d'1 a 5 mesos. Creix tant en condicions aeròbiques com anaeròbiques i no conté endotoxines. Està distribuït arreu de tot el món i es creu que alguns artròpodes pertanyents al gènere Dermanyssus podrien ser reservoris seus i actuar com a vectors eventuals, especialment entre les aus de granja. E. rhusiopathiae és principalment un patògen no humà, causant una malaltia anomenada erisipela en múltiples espècies animals i erisipeloide de Rosenbach quan infecta els éssers humans. Els galls dindi i els porcs són els animals domèstics afectats amb major freqüència, però la infecció pel bacteri ha estat documentada en altres ocells, ovelles, bous, cavalls, cetacis, marsupials, peixos, rèptils i gats. La malaltia humana anomenada erisipela és causada per diversos membres del gènere Estreptococ i no per E. rhusiopathiae.

## Epidemiologia
L'erisipeloide és transmesa per diversos animals, particularment porcs, pels quals la malaltia (molt comuna en el passat) té diversos noms (‘swine erysipelas' en anglès, ‘rouget du porc' en francès i ‘mal rossino' en italià). Les lesions amb aspecte d'urticària, artràlgia, artritis, endocarditis i la sèpsia són les característiques més representatives de l'erisipela porcina. Els altres animals que també poden transmetre aquesta infecció són les ovelles, els conills, els pollastres, els galls dindi, els ànecs, els emus, els escorpènids i els escamarlans.
L'erisipeloide és considerada una malaltia ocupacional, que afecta principalment criadors, veterinaris, treballadors d'escorxador, pelleters, carnissers, pescadors, mestresses de casa, cuiners i adroguers. La malaltia té importància econòmica a les indústries porcines d'Amèrica del Nord, Europa, Àsia i Austràlia. L'erisipeloide es troba normalment localitzada a la part posterior de la mà i/o dels dits. Només rarament afecta els palmells, avantbraços, braços, la cara i les cames De forma inusual, pot ser l'origen d'una tenosinovitis bacteriana o d'una meningitis sense desenvolupament d'endocarditis prèvia. Molt poques vegades es desenvolupa una bacterièmia per culpa de la mossegada d'algun animal infectat.
Excepcionalment, ha estat descrita l'aparició progressiva de bacterièmia, septicèmia, endocarditis i osteomielitis per E. rhusiopathiae en un malalt canadenc manipulador habitual de crancs del gènere Chionoecetes, els quals són portadors del bacteri.

## Factors de virulència
S'ha suggerit que diversos factors de virulència estan implicats en la patogenicitat d'E. rhusiopathiae. Ha estat comprovada la presència en el bacteri d'hialuronidasa  i neuraminidasa. S´ha demostrat que la neuraminidasa té una funció significativa en l'acoblament bacterià i la posterior invasió de les cèl·lules amfitriones. La funció de la hialuronidasa en el procés infectiu de la malaltia és polèmica, però no es creu ara per ara que influeixi en la virulència de d'aquest microorganisme. E. rhusiopathiae té una càpsula d'exopolisacàrids que protegeix al germen de les defenses de l'hoste, impedint que sigui fagocitat pels granulòcits i els macròfags. Soques mutades del bacteri, carents de càpsula, no són virulentes en ratolins.

## Tractament i resistència als antibiòtics
La penicil·lina és el tractament d'elecció per aquesta malaltia. E. rhusiopathiae és resistent a diversos antibiòtics.
 És sensible tant in vitro com in vivo principalment a les penicil·lines però també a les cefalosporines (cefotaxima, ceftriaxona), tetraciclines (clortetraciclina, oxitetraciclina), quinolones (ciprofloxacina, pefloxacina), clindamicina, eritromicina, imipenem i piperacil·lina. És resistent a la vancomicina, cloramfenicol, daptomicina, gentamicina, netilmicina, polimixina B, estreptomicina, teicoplanina, kanamicina A, tetraciclina no halogenada i trimetoprim-sulfametoxazole. Les penicil·lines i les cefalosporines són el tractament més habitual. Un tractament de 7 dies és apropiat i la millora clínica normalment ja s'observa al cap de 2 o 3 dies. En cas contrari és preceptiu efectuar un antibiograma. Les soques resistents d'E. rhusiopathiae poden ocasionar un xoc sèptic, sobretot en individus amb alteracions del sistema immunitari.